# James Tomkins
James Tomkins (Sydney, Austràlia, 1965) és un remador australià, guanyador de 4 medalles olímpiques i de 7 campionats del Món.

## Biografia
Va néixer el 19 d'agost de 1965 a la ciutat de Sydney, capital de Nova Gal·les del Sud.

## Carrera esportiva
Va participar, als 23 anys, en els Jocs Olímpics d'Estiu de 1988 celebrats a Seül (Corea del Sud), on va finalitzar cinquè en la prova masculina de vuit amb timoner. En els Jocs Olímpics d'Estiu de 1992 celebrats a Barcelona (Catalunya) aconseguí guanyar la medalla d'or en la prova de quatre sense timoner, un metall que revalidà en els Jocs Olímpics d'Estiu de 1996 realitzats a Atlanta (Estats Units). En els Jocs Olímpics d'Estiu de 2000 guanyà la medalla de bronze en la prova masculina de dos sense timoner al costat de Matthew Long, un metall que es transformà en or en els Jocs Olímpics d'Estiu de 2004 realitzats a Atenes (Grècia), en aquesta ocasió però al costat de Drew Ginn. En els Jocs Olímpics d'Estiu de 2008 realitzats a Pequín (Xina), els seus sisens Jocs, va participar en la prova de vuit amb timoner, finalitzant en sisena posició.
Al llarg de la seva carrera ha guanyat 7 títols del Campionat del Món de rem i dues medalles als Jocs de la Commonwealth.